# 特里蒙特 (密西西比州)
特里蒙特（英語：Tremont）是位於美國密西西比州伊塔萬巴縣的城鎮。

## 人口
根據2020年美國人口普查的數據，特里蒙特的面積為12.74平方千米，當中陸地面積為12.71平方千米，而水域面積為0.03平方千米。當地共有人口1121人，而人口密度為每平方千米88人。